# Мамарасулов, Сабиткул
Сабитку́л Мамарасу́лов (узб. Собитқул Мамарасулов; 1911 год, село Сузак — 1975 год, село Сузак, Сузакский район, Джалал-Абадская область) — хлопковод, звеньевой, председатель колхоза имени Ленина Сузакского района, Киргизская ССР. Герой Социалистического Труда (26 марта 1948).

## Биография
Родился в 1911 году в селе Сузак Андижанского уезда в семье дехканина, по национальности узбек.
С 1930 года трудился в колхозе имени Ленина Сузакского района. С 1937 года возглавлял хлопководческое звено. В 1940 году вступил в ВКП(б). Участвовал в Великой Отечественной войне. После демобилизации возвратился на родину и продолжил трудиться звеньевым в колхозе имени Ленина.
В 1946 году звено Сабиткула Мамарасулова собрало в среднем по 64 центнера хлопка-сырца с каждого гектара на участке площадью 5 гектаров и в 1947 году было собрано в среднем по 90,2 центнеров хлопка-сырца с каждого гектара на участке площадью 4,76 гектаров. Указом Президиума Верховного Совета СССР от 26 марта 1948 года удостоен звания Героя Социалистического Труда с вручением ордена Ленина и золотой медали «Серп и Молот».
С 1948 по 1959 года — председатель колхоза имени Ленина Сузакского района.
После выхода на персональную пенсию проживал в родном селе, где скончался в 1975 году.
Награды
- Герой Социалистического Труда (26.03.1948)
- Орден Ленина — четырежды
- Орден Трудового Красного Знамени — дважды
- Орден Красной Звезды
- многочисленными медалями СССР.